# Курносов Іван Олександрович
Іван Олександрович Курносов (нар. 16 червня 1983) — український футболіст, що грав на позиції нападника. Відомий за виступами в низці українських клубів першої ліги.

## Клубна кар'єра
Іван Курносов розпочав займатися футболом у СДЮШОР «Нива» у Вінниці. У 2000 році Курносов дебютував у складі команди другої ліги «Нива» з Вінниці. У другій половині 2000 року футболіст перейшов до складу команди першої ліги «Вінниця», в якій грав до кінця сезону 2001—2002, щоправда зіграв у її складі лише 4 матчі чемпіонату. У 2002 році Курносов став гравцем іншої команди першої ліги «Прикарпаття» з Івано-Франківська, проте значну частину ігрового часу він проводив у фарм-клубі івано-франківської команди «Лукор», пізніше «Спартак-2» з Калуша, а на початку сезону 2004—2005 року грав у складі «Спартак-2» на постійній основі. Загалом у складі клубу «Прикарпаття»/«Спартак» з Івано-Франківська футболіст зіграв 29 матчів чемпіонату, а в складі калуської команди 34 матчі. У 2005 році Курносов грав у складі команди першої ліги «Спартак» із Сум, після чого повернувся до Вінниці, де в 2006 році грав у складі аматорської команди «Нива-Світанок».